# Fermi tutti! È una rapina
Fermi tutti! È una rapina è un film del 1975 diretto da Enzo Battaglia.

## Trama
Gli autori di una rapina in un hotel di Roma vengono poi trovati assassinati; un investigatore viene incaricato di ritrovare la refurtiva.